# Cyclisme aux Jeux olympiques d'été de 1928
Navigation
Paris 1924 Los Angeles 1932
Aux Jeux olympiques d'été de 1928, il existe deux disciplines de cyclisme : le cyclisme sur piste, le cyclisme sur route.
L'équipe de France cycliste olympique, dirigée par Paul Ruinart, est composée d'Octave Dayen, André Aumerle, René Brossy, André Trantoul, Jules Merviel, Léon Bessières, Hubert Guyard, Roger Beaufrand et Henri Lemoine.

## Résultats
| Podiums                       |                                                                    |                                                                             |                                                                |
| Route                         |                                                                    |                                                                             |                                                                |
| Course sur route individuelle | Henry Hansen                                                       | Frank Southall                                                              | Gösta Carlsson                                                 |
| Course par équipes            | Danemark Henry Hansen Orla Jørgensen Leo Nielsen                   | Grande-Bretagne Jack Lauterwasser John Middleton Frank Southall             | Suède Gösta Carlsson Erik Jansson Georg Johnsson               |
| Piste                         |                                                                    |                                                                             |                                                                |
| Kilomètre                     | Willy Falck Hansen                                                 | Gerard Bosch van Drakestein                                                 | Dunc Gray                                                      |
| Vitesse individuelle          | Roger Beaufrand                                                    | Antonius Mazairac                                                           | Willy Falck Hansen                                             |
| Tandem                        | Pays-Bas Bernard Leene Daan van Dijk                               | Grande-Bretagne Ernest Chambers John Sibbit                                 | Allemagne Hans Bernhardt Karl Köther                           |
| Poursuite par équipes         | Italie Cesare Facciani Giacomo Gaioni Mario Lusiani Luigi Tasselli | Pays-Bas Johannes Maas Piet van der Horst Janus Braspennincx Jan Pijnenburg | Grande-Bretagne George Southall Harry Wyld Lew Wyld Percy Wyld |

## Tableau des médailles
| Rang | Nation          | Or | Argent | Bronze | Total |
| ---- | --------------- | -- | ------ | ------ | ----- |
| 1    | Danemark        | 3  | 0      | 1      | 4     |
| 2    | Pays-Bas        | 1  | 3      | 0      | 4     |
| 3    | France          | 1  | 0      | 0      | 1     |
| 3    | Italie          | 1  | 0      | 0      | 1     |
| 5    | Grande-Bretagne | 0  | 3      | 1      | 4     |
| 6    | Suède           | 0  | 0      | 2      | 2     |
| 7    | Australie       | 0  | 0      | 1      | 1     |
| 7    | Allemagne       | 0  | 0      | 1      | 1     |